# 基利冰隆
基利冰隆（英語：Kealey Ice Rise）是南極洲的冰隆，位於埃爾斯沃思地，長70公里、寬30公里，屬於福勒冰隆的一部分，處於塔盧蒂斯灣和卡爾森灣之間，由美國地質調查局繪入地圖，現時由南極條約體系管理。
77°S 83°W / 77°S 83°W